# 4308 Magarach
4308 Magarach è un asteroide della fascia principale. Scoperto nel 1978, presenta un'orbita caratterizzata da un semiasse maggiore pari a 2,6794400 UA e da un'eccentricità di 0,1981394, inclinata di 10,94300° rispetto all'eclittica.